# Jonathan Strange & Mr Norrell
Jonathan Strange & Mr. Norrell (engl. Originaltitel: Jonathan Strange & Mr Norrell) ist ein fantastischer alternativweltgeschichtlicher Roman der britischen Autorin Susanna Clarke aus dem Jahr 2004. Clarke gewann mit ihrem Debüt 2005 den Hugo Award und den World Fantasy Award in der Kategorie Bester Roman sowie den Locus Award als Bester Erstlingsroman.

## Inhalt
Das Buch spielt im England des 19. Jahrhunderts während der Napoleonischen Kriege und handelt von der Rückkehr der Magie nach England. Magie gilt dort seit Jahrhunderten als ausgestorben, als sich Mr. Gilbert Norrell als praktizierender Zauberer zu erkennen gibt. Er hat sein Wissen aus einer Vielzahl an Büchern zusammengetragen und will nun der Regierung im Krieg gegen Frankreich zur Seite stehen. Zur gleichen Zeit trifft der Landadlige Jonathan Strange auf den wahnsinnig erscheinenden Straßenmagier Vinculus, der ihm prophezeit, ein großer Magier zu werden.
Im Mittelpunkt des Buches steht die turbulente Beziehung der beiden titelgebenden Zauberer. Im Verlauf des Romans treffen sie auf historische Persönlichkeiten, etwa den britischen Militärführer Arthur Wellesley, den Dichter Lord Byron und König Georg III.
Ein Merkmal des Buches sind seine zahlreichen Fußnoten, die über Hintergründe, Ereignisse, Bücher und Biographien im Zusammenhang mit der Magie berichten und die Alternativweltgeschichte im Detail erläutern.

## Film & Fernsehen
New Line Cinema erwarb bereits 2004 die Rechte an dem Roman.
2015 zeigte BBC One eine Adaption des Buchs als siebenteilige Miniserie desselben. Adaptiert wurde die Romanvorlage vom Drehbuchautoren und Dramatiker Peter Harness, die Hauptrollen übernahmen Eddie Marsan als Mr. Gilbert Norrell und Bertie Carvel als Jonathan Strange.
Die deutsche Synchronfassung wurde bei der Antares Film GmbH unter der Dialogregie von Marc Boettcher erstellt, und unter dem englischen Originaltitel (ohne den Punkt im deutschen Buchtitel) veröffentlicht.

## Hörbuchausgabe
- 2016: Susanna Clarke: Jonathan Strange & Mr Norrell. Hörbuch Hamburg, ungekürzte Lesung mit Peter Lontzek

## Nachweise
1. ↑  2005 Hugo Awards
2. ↑  World Fantasy Award Winners
3. ↑  2005 Locus Awards (Memento des Originals vom 16. August 2009 im Internet Archive)  Info: Der Archivlink wurde automatisch eingesetzt und noch nicht geprüft. Bitte prüfe Original- und Archivlink gemäß Anleitung und entferne dann diesen Hinweis.
4. ↑  https://www.synchronkartei.de/serie/30588